# Pheidole vistana
Pheidole vistana är en myrart som beskrevs av Auguste-Henri Forel 1914. Pheidole vistana ingår i släktet Pheidole och familjen myror. Inga underarter finns listade i Catalogue of Life.

## Bildgalleri

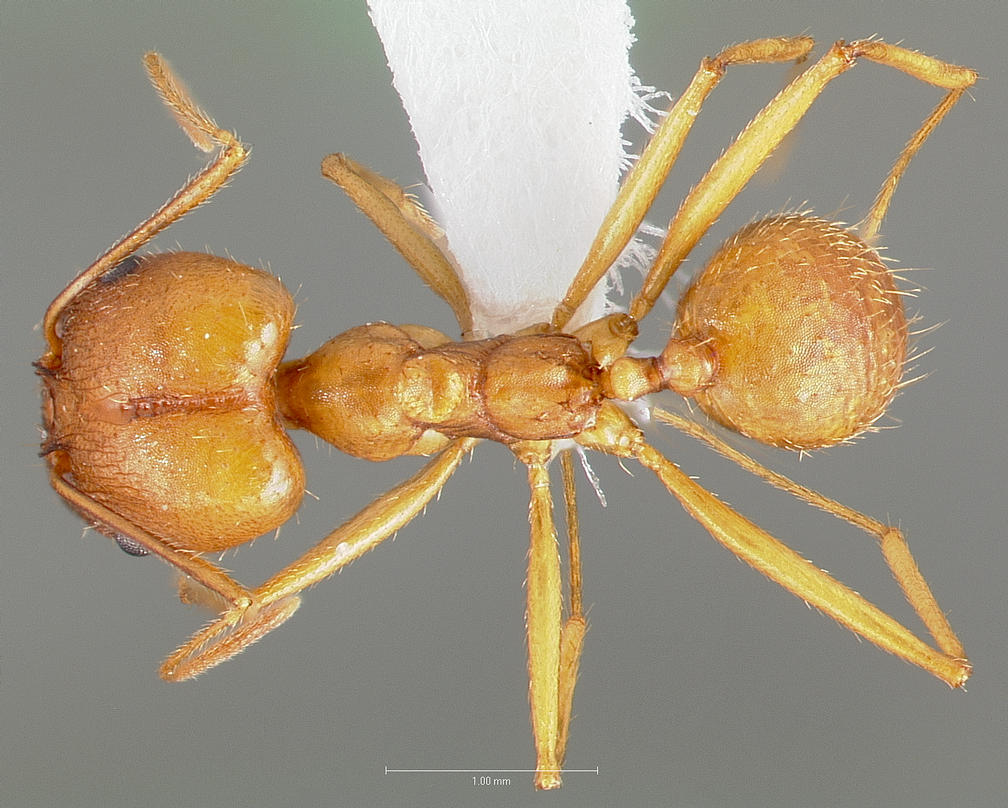
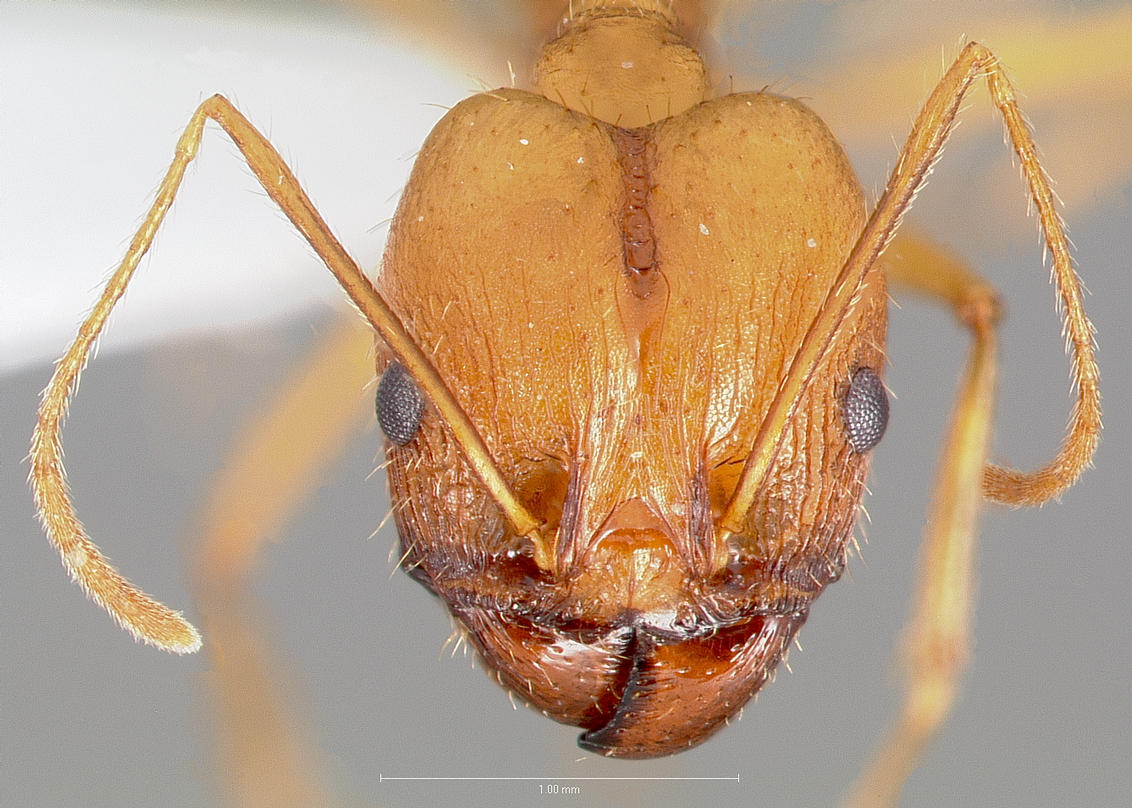
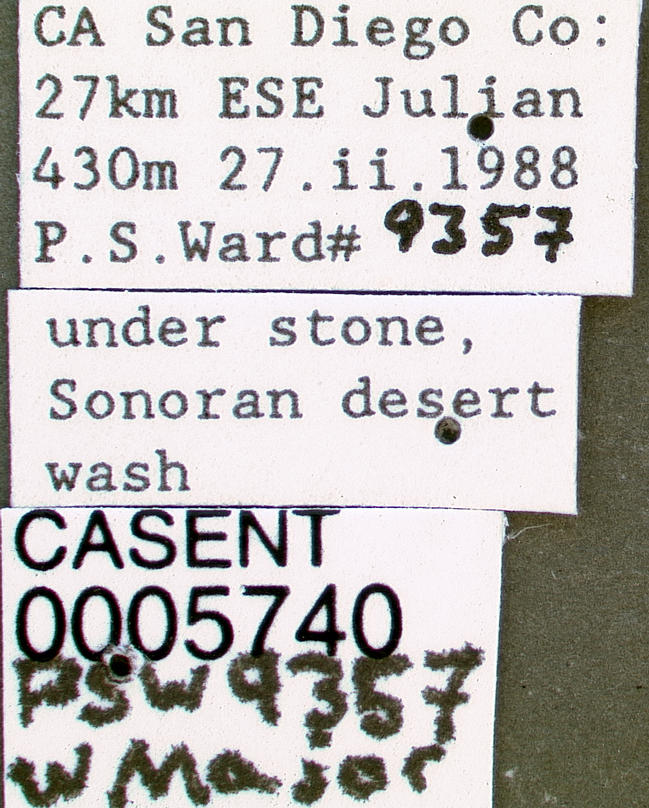
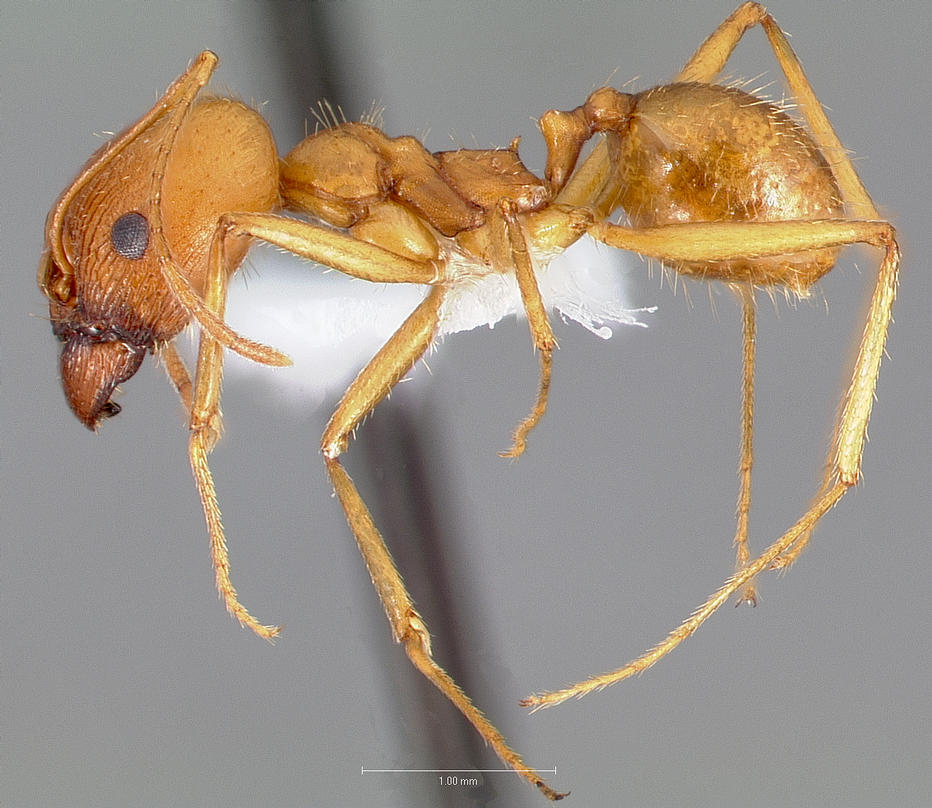
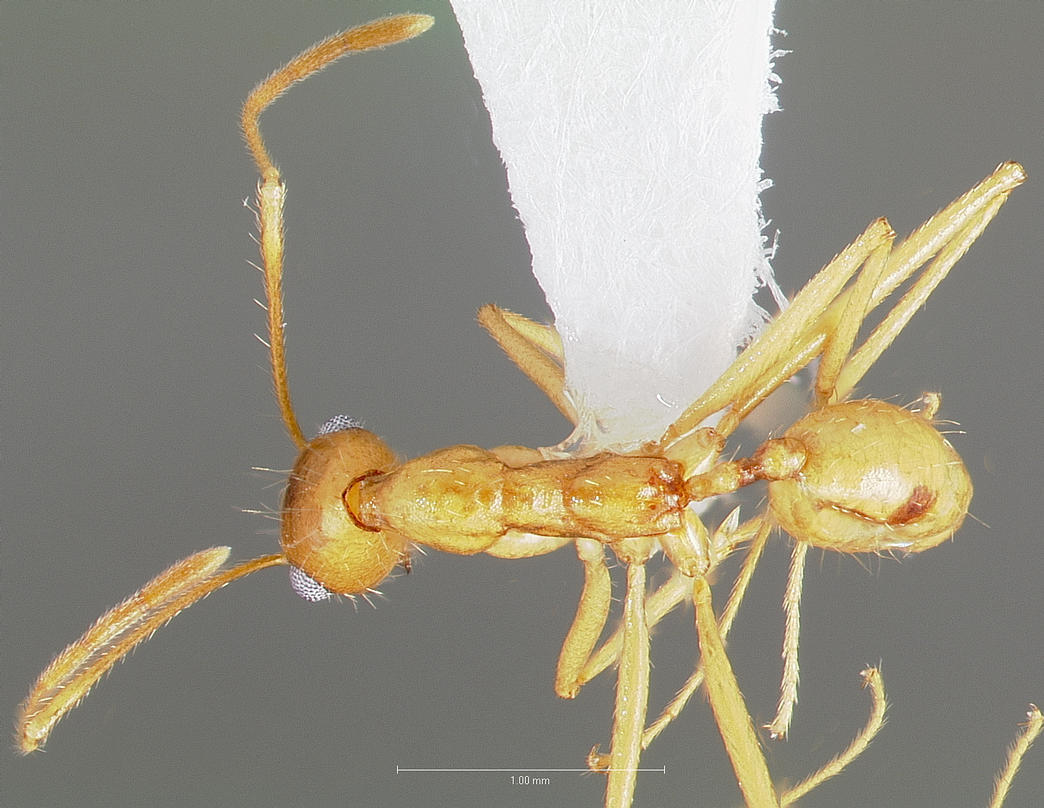
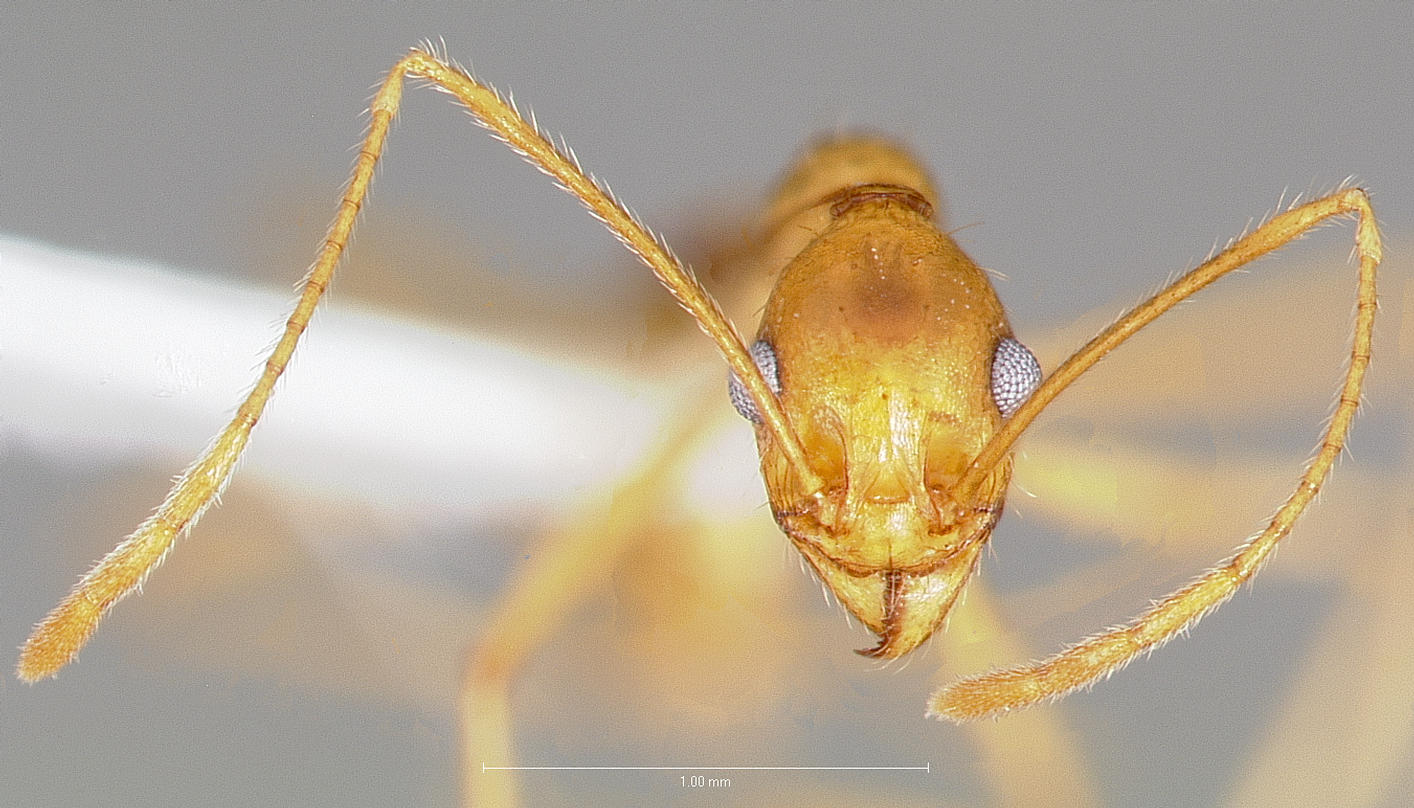